# Sommet de Vladivostok sur le contrôle des armements
Le sommet de Vladivostok sur le contrôle des armements était un sommet de deux jours qui se tint les 23 et 24 novembre 1974 à Vladivostok (kraï du Primorié, URSS) dans le but d'étendre les dispositions sur contrôle des armements entre l'Union soviétique et les États-Unis,. Après une série d'entretiens entre le président américain Gerald Ford et le ministre soviétique des Affaires étrangères Andreï Gromyko à Washington, ainsi que la visite du secrétaire d'État américain Henry Kissinger à Moscou, Ford s'est rendu à Vladivostok pour rencontrer directement le secrétaire général soviétique Léonid Brejnev. Les deux chefs d'État sont convenus de conditions qui limiteraient aux deux pays un « nombre total égal » d'armes diverses, notamment des vecteurs nucléaires stratégiques (SNDV), des missiles balistiques intercontinentaux (ICBM) et des missiles mer-sol balisitiques stratégiques (SLBM) équipés de mirvages (MIRV).

## Contexte

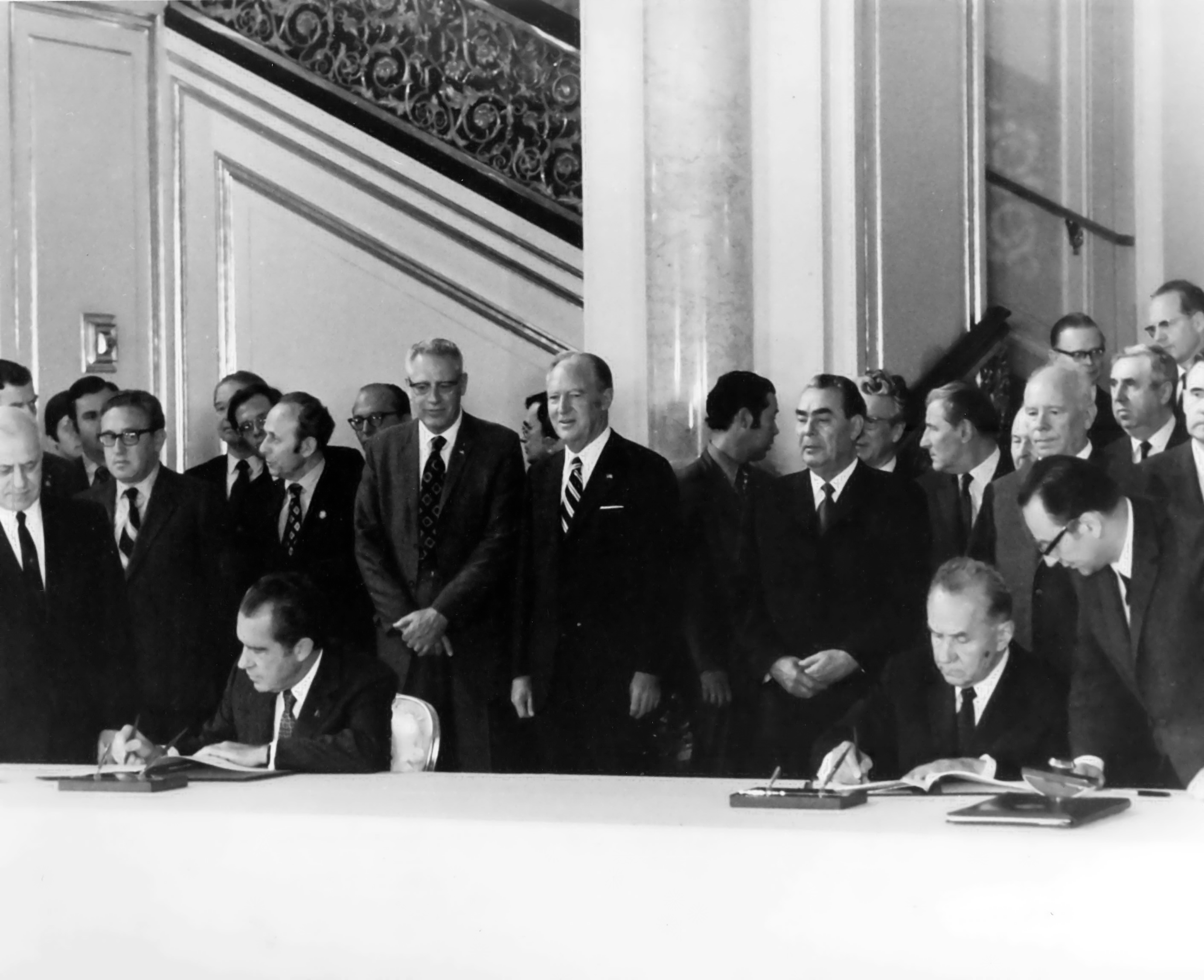
Le président américain Richard Nixon lors du sommet bilatéral à Moscou le 24 mai 1972

Schéma illustrant les différentes étapes du parcours d'un missile MIRV, du lancement à la détonation

L'Union soviétique et les États-Unis étaient parvenus pour la première fois à un accord sur une limitation des armements stratégiques en mai 1972 avec le traité SALT I, qui limitait le nombre de missiles balistiques que chaque pays pouvait déployer à 2 360 pour les Soviétiques et à 1 710 pour les Américains. L’accord n’était cependant pas exhaustif, car il ne limitait pas le nombre de bombardiers lourds ou de missiles équipés de têtes nucléaires multiples (MIRV) pour l’un ou l’autre pays, ce qui, en 1974, jouait à l’avantage des États-Unis. Comme SALT I devait expirer en octobre 1977, l’Union soviétique et les États-Unis souhaitaient parvenir à un accord plus permanent et plus général, mais les efforts initiaux déployés par le président Richard Nixon et le ministre des Affaires étrangères de l'Union soviétique Andreï Gromyko n’ont pas abouti.
Finalement, une visite à Moscou de Kissinger en octobre 1974 fit des progrès significatifs et permit la création d'un cadre général pour un pacte SALT II avant même l'arrivée de Ford à Vladivostok. Avant le début du sommet de Vladivostok, Ford a souligné qu'il leur suffisait de « régler deux choses » : le nombre de lanceurs et de MIRV autorisés pour chaque pays, et la question de savoir si chaque pays recevrait un quota égal pour les deux ou si un différentiel serait accordé, ce qui permettrait aux Soviétiques d'avoir plus de lanceurs et aux Américains plus de MIRV. Selon Anatoli Dobrynine, ambassadeur de l'Union soviétique à Washington, cette divergence potentielle était due au fait que les arsenaux américains et soviétiques étaient « dès le début complètement différents, tant dans leur structure que dans leur déploiement ». Les États-Unis disposaient d'une « triade stratégique » d'armes nucléaires qui pouvaient être larguées depuis la terre, la mer ou les airs (en grande partie grâce à marine américaine en haute mer et aux bases aériennes stratégiques américaines situées dans le monde), tandis que l'Union soviétique s'était appuyée sur sur les gros missiles à longue portée parce que ses armes étaient pour la plupart limitées à son propre territoire continental.
Avant le sommet, Dobrynine a fait allusion au désir soviétique de trouver « un équilibre délicat entre le plus grand nombre de missiles terrestres soviétiques [...] et la plus grande quantité de missiles américains MIRV de qualité supérieure ». Les Américains voulaient eux autoriser un nombre égal d'armes pour les deux pays, une politique connue sous le nom d'« équivalence numérique », bien que Kissinger se soit montré plus optimiste que Ford quant aux chances d'y parvenir. Selon Kissinger, le sommet de Vladivostok a marqué « la seule fois dans la présidence de Ford où il représenterait une position unie de son gouvernement sur SALT ». Même si un accord pouvait être trouvé, a-t-il averti le président, « l'attaque domestique contre SALT se poursuivrait ».
Selon Anatoly Dobrynine, c'est Ford qui proposa que le sommet se tienne à Vladivostok, en partie à cause d'un documentaire qu'il avait regardé à l'ambassade soviétique à Washington sur les tigres vivant dans la taïga de l'Oussouri en Sibérie. Après que Ford ait demandé à quelle distance se trouvait Vladivostok de Moscou, Dobrynine lui a répondu que « New York était plus proche de Moscou que Moscou ne l'était de Vladivostok ». Selon Dobrynine, Ford « a été étonné par la taille de mon pays et a déclaré que peu d'Américains pouvaient comprendre cela ». Kissinger était également enthousiasmé par la perspective d'un sommet à Vladivostok, selon Dobrynine, à la fois parce qu'il pourrait être lié au voyage de Ford au Japon et ainsi « apparaître moins délibérément organisé » et aussi en raison de la proximité de la ville avec la république populaire de Chine, qui était l'autre préoccupation majeure de la « diplomatie triangulaire » de Kissinger.

## Déroulement de la rencontre

### Arrivée à Vladivostok

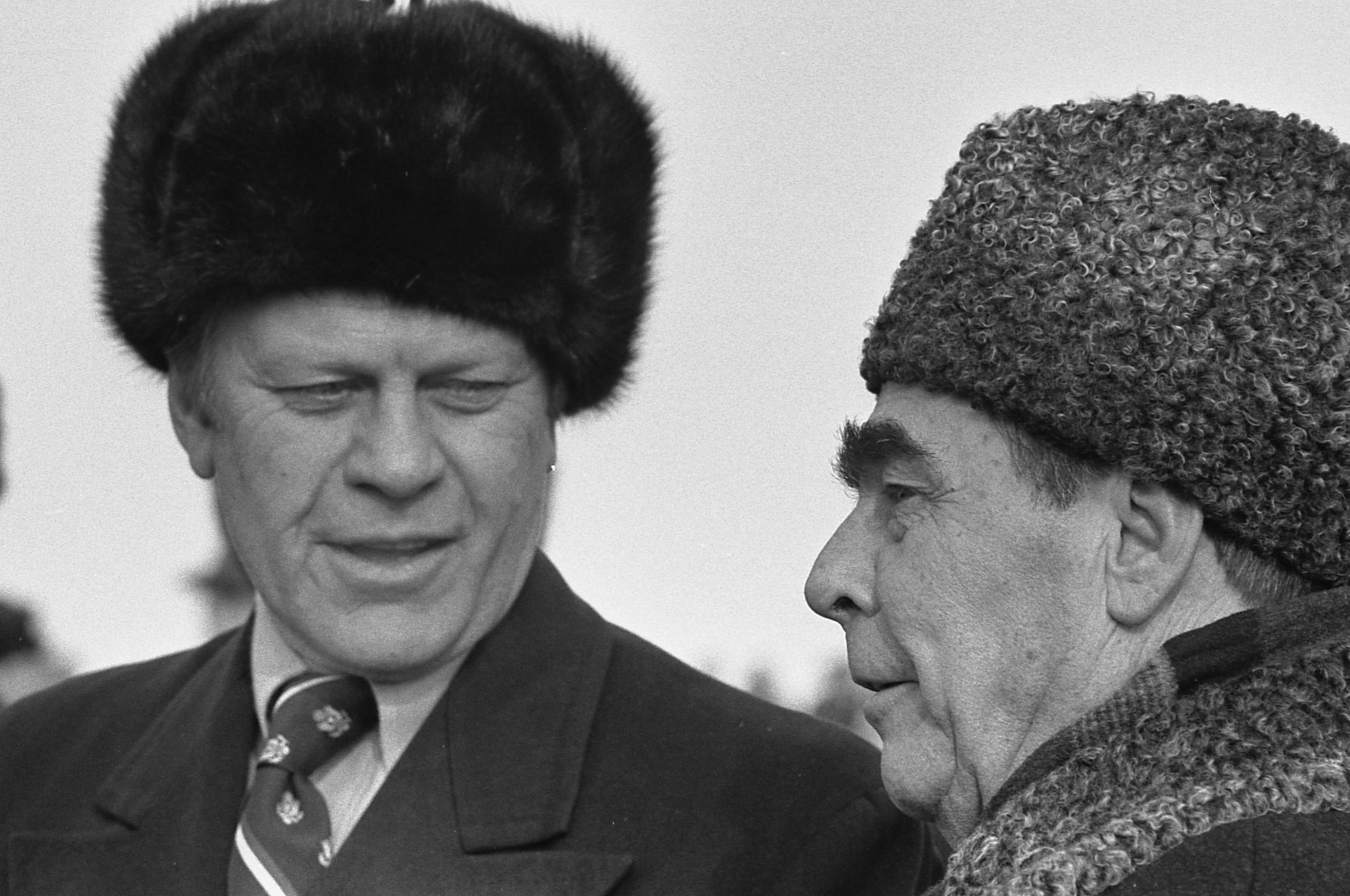
Brejnev accueille Ford à son arrivée à la base aérienne de Vozdvijenka le 23 novembre 1974.

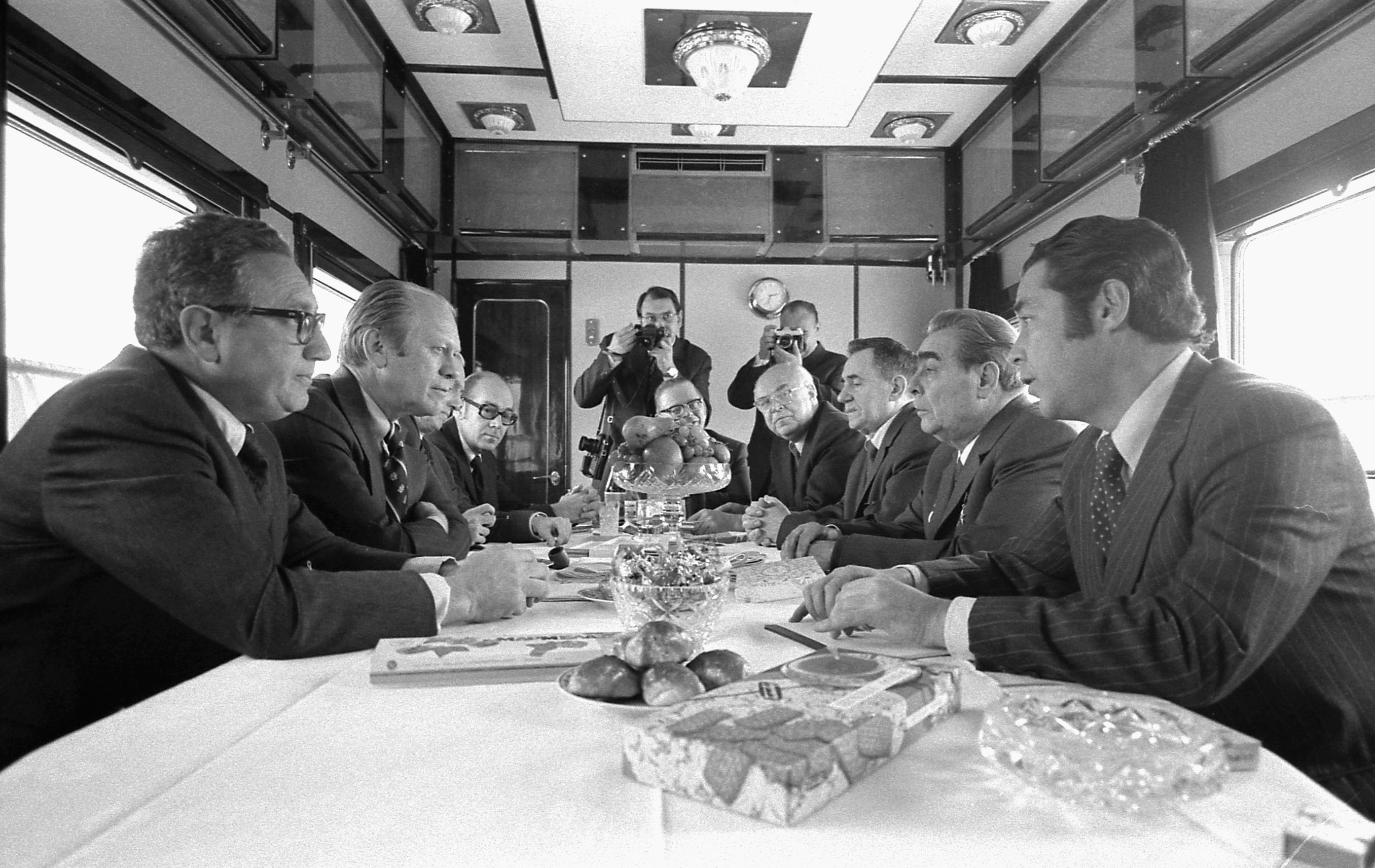
Les délégations américaine et soviétique en conversation à bord d'un train soviétique en route vers Okeanskaïa

Ford et la délégation américaine sont arrivés à la base aérienne de Vozdvijenka (dans les environs d'Oussouriïsk) le matin du 23 novembre 1974, où ils ont été accueillis par Brejnev et Gromyko. Bien que les Américains arrivaient de Séoul, selon Kissinger, ils « ont dû revenir à Tokyo » car l'Union soviétique n'avait pas de relations diplomatiques avec la Corée du Sud à l'époque. Selon Ford, les Soviétiques venaient eux-mêmes de parcourir quatre mille kilomètres depuis Moscou en train, mais selon Dobrynine, eux aussi avaient pris l'avion : ils ont cependant dû atterrir dans un autre aéroport de la région à cause d'une tempête de neige. puis ont pris un train électrique pour terminer la dernière étape de leur voyage jusqu'à Vozdvijenka.
Selon Ford, lui et Brejnev « s'entendaient bien [...] dès notre rencontre ». Leur petite conversation a évoqué leurs expériences mutuelles antérieures en tant que sportifs, puisque Ford et Brejnev avaient respectivement joué au football américain et au football respectivement,. Les deux chefs d'État ont également commencé à discuter de la politique dans le train et, selon Kissinger, Brejnev a d'abord été surpris par le style « direct » de Ford, car il différait tellement de l'« approche elliptique » plus familière de Nixon. Le chef soviétique a ensuite commencé à faire valoir des arguments sur le contrôle des armements, le Moyen-Orient et la CSCE avant de lancer un appel émouvant qui a touché « le cœur du dilemme de la guerre froide » : selon Kissinger, il a déploré le montant d'argent que l'Union soviétique et les États-Unis avaient dépensé dans la course aux armements, la qualifiant de « milliards qui seraient bien mieux dépensés pour le bénéfice du peuple ». Alors que Kissinger appréciait les « ruminations » de Brejnev, il pensait que Ford n'était pas intéressé par « la philosophie générale du contrôle des armements » et préférait plutôt « discuter de ces questions en termes spécifiques ».
Le lieu choisi pour la réunion était le sanatorium Okeïanskaïa (en russe : Санаторий «Океанский»), une station thermale utilisée par le personnel en vacances des bases militaires locales située au no 85 rue Makovski dans la banlieue nord de Vladivostok . Le trajet en train de l'aéroport au sanatorium Okeïanskaïa , lieu du sommet, a duré une heure et demie. Alors que Ford passait du temps avec Brejnev, il remarqua que Kissinger s'occupait des biscuits, des pâtisseries et des bonbons à la menthe disposés sur une table dans le wagon-restaurant, au grand amusement de ses hôtes soviétiques : selon Ford, « il a dû avoir fini trois assiettes ». Pendant le voyage, Brejnev a eu une crise d'épilepsie, mais il a été immédiatement soigné par son médecin, Ievgueni Tchazov, et a pu participer aux négociations comme prévu. Après le Sommet, Brejnev a subi une autre crise éplieptique plus grave lors de son voyage de retour à Moscou, et selon Dobrynine, c'est à ce moment-là que « le long compte à rebours jusqu'à sa maladie mortelle avait commencé ». À la fin de leur voyage en train, les délégations américaine et soviétique arrivent au sanatorium, que Dobrynine décrit comme « une communauté rurale à une vingtaine de kilomètres de Vladivostok ». Alors que Ford a décrit la ville et son sanatorium comme ressemblant « à un camp abandonné du YMCA dans les Catskill », il a également noté que Brejnev ne semblait pas préoccupé par son apparence. Kissinger a décrit le sanatorium comme un « grand bâtiment en pierre » et a noté qu'il était entouré de « petites maisons construites en bois ».

### Premier jour

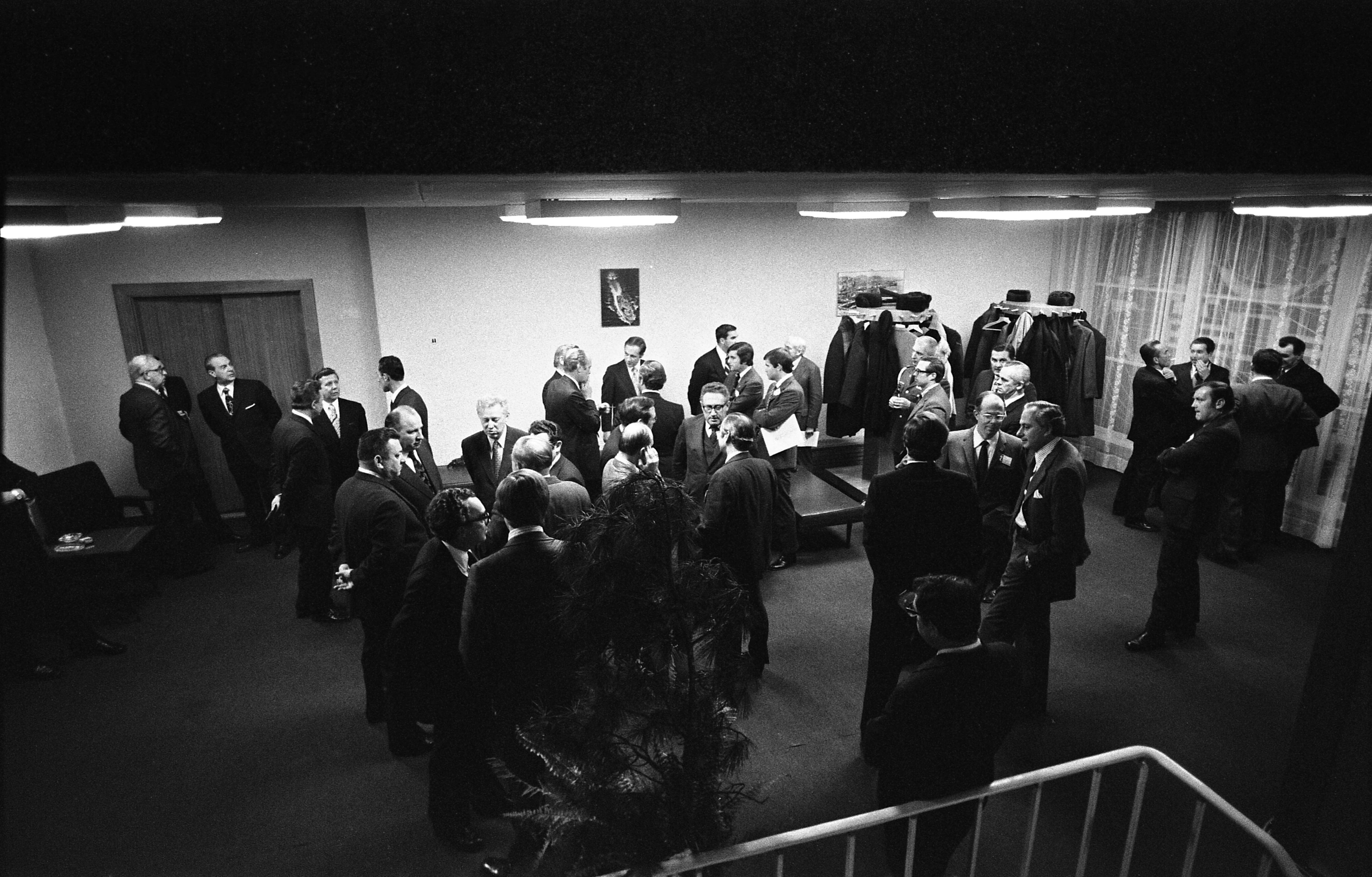
Les délégations américaine et soviétique font une pause pour prendre un rafraîchissement lors de la longue réunion nocturne du 23 novembre.

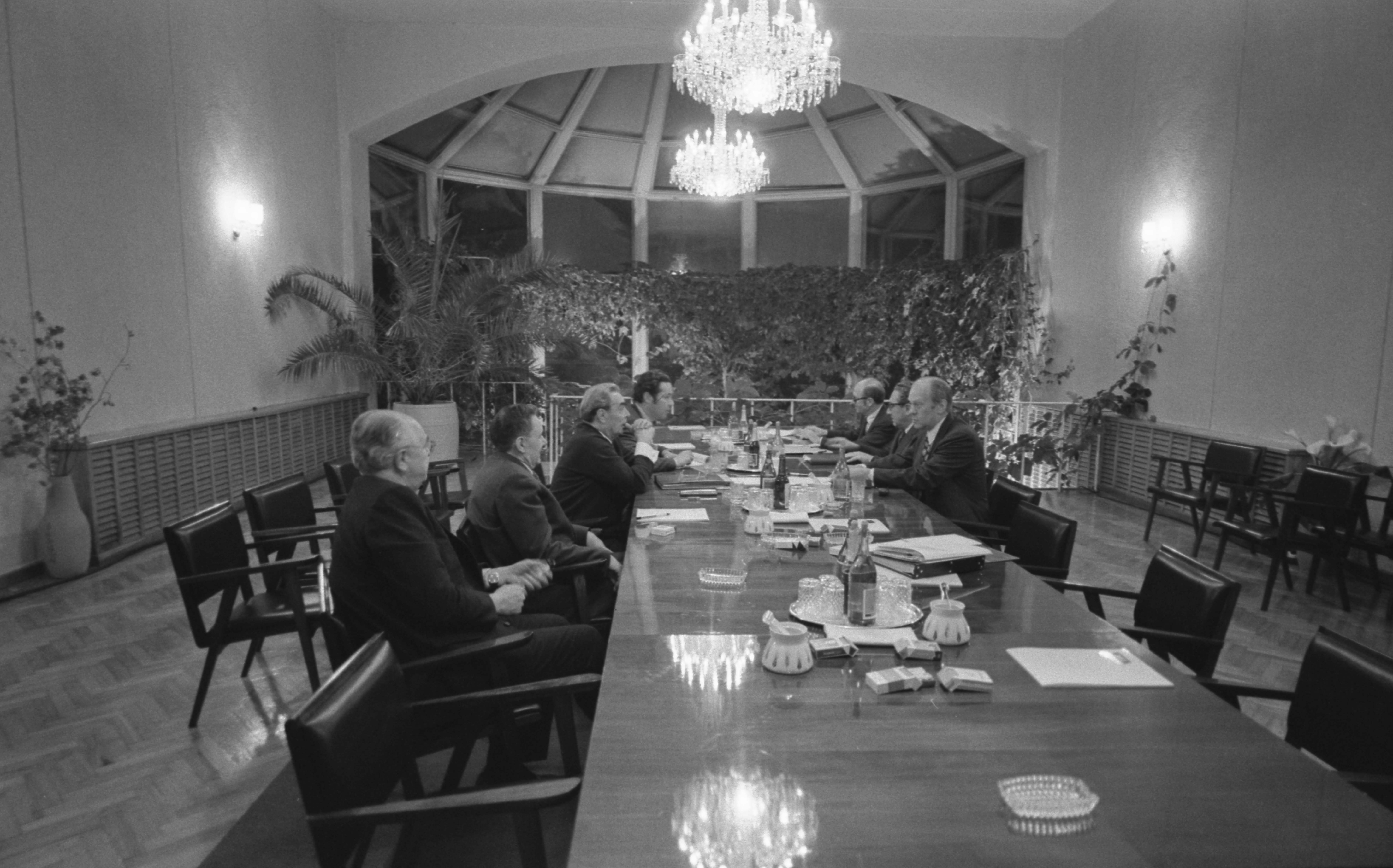
Les négociations du 23 novembre ont été si productives qu’elles se sont prolongées jusqu’aux premières heures du 24 novembre.

D'après Kissinger, la première journée de négociations s'est déroulée dans le jardin d'hiver du sanatorium. Avant le début des négociations, Kissinger s'est entretenu avec Ford au sujet de la stratégie à mener, suggérant que la position américaine devait être « polie mais ferme ». En ce qui concerne les négociations avec Brejnev, Kissinger a conseillé à Ford que « la meilleure approche est d'exposer franchement et sobrement notre position et de le [Brejnev] laisser l'absorber ». Ils se sont tous deux préparés à une position de confrontation présentée par Brejnev et ses collaborateurs, qui, selon Ford, serait un effort calculé « pour voir si je me plierais ou riposterais ». Selon Dobrynine, « Kissinger a joué le rôle principal dans les délibérations car Ford ne connaissait pas encore tous les détails » . Kissinger lui-même, cependant, a qualifié l'implication de Ford dans les négociations de « technique », contrastant l'approche de Ford avec la tendance de Nixon à laisser Kissinger gérer les subtilités des négociations.
Après que les deux parties aient fait leurs déclarations d’ouverture au début des négociations proprement dites, elles ont rapidement commencé à se mettre d’accord sur des mesures de contrôle des armements limitant chaque pays à 2 400 missiles balistiques et 1 320 MIRV,,. Parce que de nombreux points clés avaient déjà été convenus avant le début du sommet, Kissinger a comparé les développements à une pièce de théâtre de Kabuki : « extrêmement stylisée avec un scénario presque traditionnel et un résultat prédéterminé ». Dobrynine a qualifié ces accords de « compromis » du point de vue soviétique, mais a noté qu'ils « éliminaient ce qui, à notre avis, avait été la principale lacune de l'accord SALT I ».
Les négociations, qui sont parfois devenues extrêmement techniques (Kissinger, par exemple, nota une longue discussion sur les implications d'un élargissement du nombre des silos à missiles de 15 %  ), ont ralenti à mesure que des sujets plus controversés surgissaient. Le premier d'entre eux impliquait les États-Unis, y compris leur système de bases avancées avec des chasseurs F-4, F-111 et FB-111, leurs armes nucléaires déployées en Europe de l'Ouest, leur production de sous-marins de classe Ohio équipés de missiles Trident et leur souhait de construire le bombardier B-1. Alors que l'Union soviétique était concernée par toutes ces armes américaines, les États-Unis ont su négocier en position de force et ont conservé tous ces avantages : concernant les sous-marins et les B-1, Ford a réussi à convaincre ses homologues soviétiques que la « sécurité nationale [de son pays] exigeait que nous allions de l'avant dans les deux cas. ».
À l’inverse, la délégation américaine « souhaitait que l’URSS abandonne un nombre important d’ICBM dits lourds basés au sol », selon les termes de Gromyko. Selon lui, Brejnev a exhorté ses homologues américains à « adopter une approche réaliste », affirmant que l'« Union soviétique n'est pas contente que les États-Unis disposent d'armes nucléaires dans des positions avancées en Europe et dans d'autres régions proches de notre pays. Pourtant, les dirigeants américains n'en discuteraient même pas. Dans de telles circonstances, la demande américaine concernant les ICBM soviétiques ne peut pas non plus être discutée. » . Ford s'est finalement retiré sur cette question après avoir consulté ses assistants et ses conseillers militaires, une décision qui, selon Gromyko, a considérablement amélioré la possibilité d'un accord sur SALT II et a contribué « à un climat de modération dans les relations soviéto-américaines dans lequel chaque partie a tenu compte des intérêts de l'autre ».
Selon Kissinger, Brejnev a également évoqué « son projet favori de condominium  nucléaire entre les États-Unis et l'Union soviétique » lors des négociations. Kissinger a décrit la position américaine comme « déterminée à éviter toute impression de condominium soviéto-américain », bien que Ford ait tempéré cette position en déclarant « nous ne savons jamais où nous pourrions aller ».
Après cette discussion quelque peu tendue mais très productive sur les armes, les négociations entre les deux délégations sont devenues plus générales. Ainsi, Ford admetta le défi posé par les difficultés économiques aux États-Unis et Brejnev expliqua que certains membres de son Politburo ne considéraient pas la détente comme une stratégie prudente, dont il savait qu'il serait très critique à son égard s'il faisait trop de concessions aux Américains. Ensuite, à la surprise de Ford, Brejnev a commencé à parler de manière très détaillée du Congrès américain, que les Soviétiques en étaient venus à considérer comme potentiellement préjudiciable à leur capacité à négocier avec les présidents américains. Essayant de planifier l'avenir, Brejnev a demandé à Ford : « À quel genre de Congrès allez-vous devoir vous occuper au cours des deux prochaines années ? », ce à quoi Ford a répondu : « Monsieur le Secrétaire général... Je peux seulement dire que mes doigts sont croisés ».

### Pause entre les séances

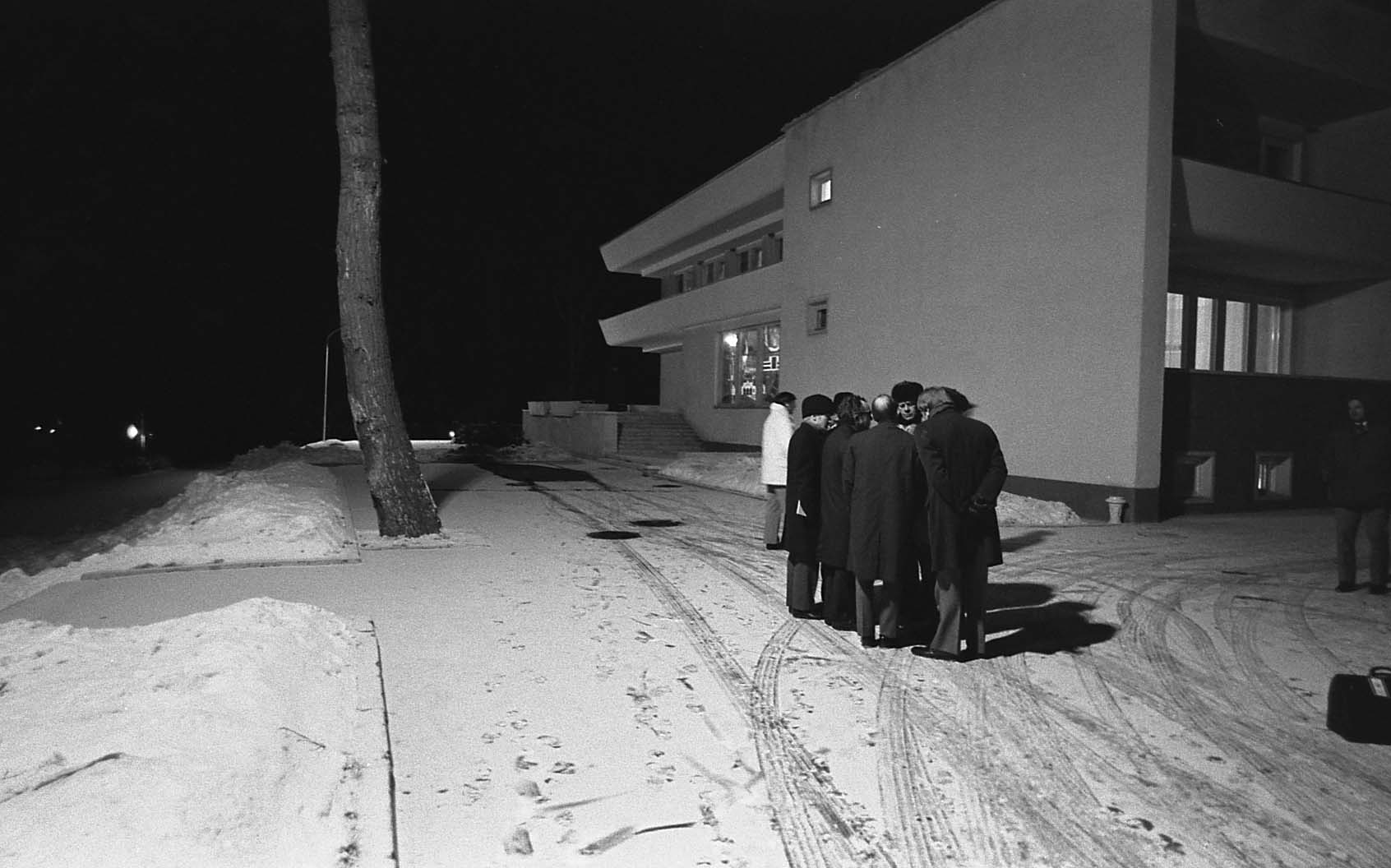
La délégation américaine conversant pendant l'une des pauses, debout à l'extérieur du Sanatorium pour éviter toute possibilité d'être mise sur écoute

La première journée de négociations devait initialement durer seulement deux heures, de 18 h 0 à 20 h 0 heure de Vladivostok, après quoi les deux délégations feraient une pause pour le dîner puis se retireraient pour la nuit avant de reprendre les négociations le lendemain matin. Les négociations avaient cependant été si productives que les Soviétiques et les Américains sont convenus de renoncer au dîner et de poursuivre les négociations, prenant finalement trois courtes pauses ce soir-là au lieu d'une longue pour manger, .Les Américains, craignant que le Sanatorium soit mis sur écoute, ont choisi de faire leurs pauses dehors, malgré les températures négatives ,,. Pendant l'une des pauses, Brejnev a présenté à Ford un portrait du président américain et, bien que Ford ait été assez impressionné par la qualité du travail, il ne pensait pas qu'il lui ressemblait beaucoup,. Lorsqu'il a présenté le portrait à un groupe de ses collègues américains, le photographe américain David Hume Kennerly a plaisanté : « Hé, tu veux bien regarder ça ? Ils t'ont donné une photo de Frank Sinatra ». Ford n'était pas amusé.
Les négociations du premier jour ne se sont terminées seulement après minuit, et alors que Ford attendait qu'un repas très retardé soit servi, il s'est rappelé que son alma mater, l'Université du Michigan, jouait ce jour-là au football contre l'Ohio State University. En raison du décalage horaire, le match se déroulerait tôt le matin à Vladivostok. Ford a ensuite demandé à son assistant militaire Bob Barrett de le réveiller à 6 heures du matin le lendemain matin avec le résultat du match, ce qu'il a fait : « Douze contre dix ». Ford a répondu : « Attendez une minute. Qui avait les douze et qui avait les dix ? ». Barrett a poursuivi : « J'avais peur que tu me demandes ça ». Il était clair pour Ford que l'Ohio State avait gagné, avant même que Barrett ne lui donne les détails du match, y compris field goal manqué de dernière seconde du Michigan.

### Deuxième jour

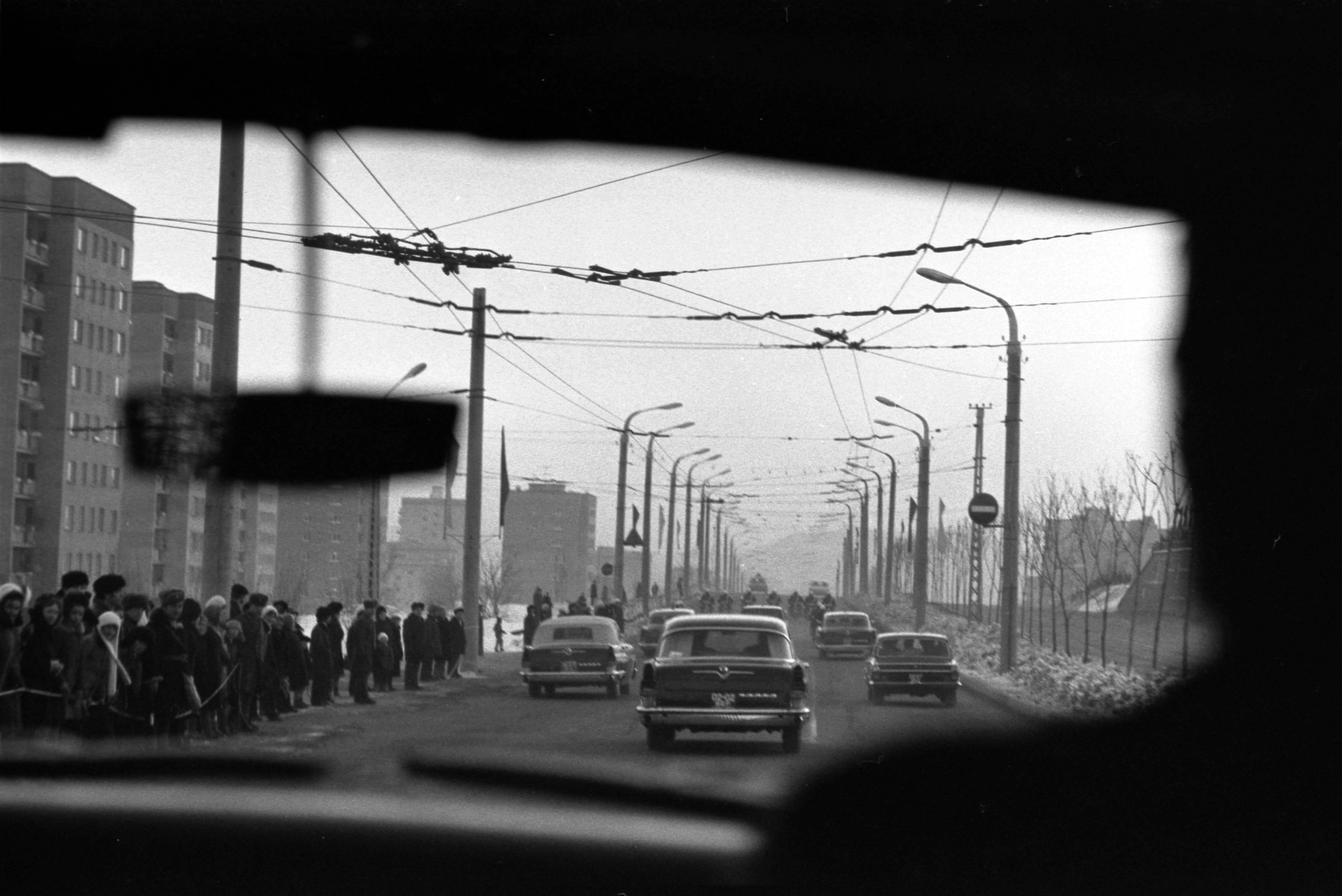
La délégation soviétique conduit son homologue américaine dans une visite de Vladivostok en cortège.

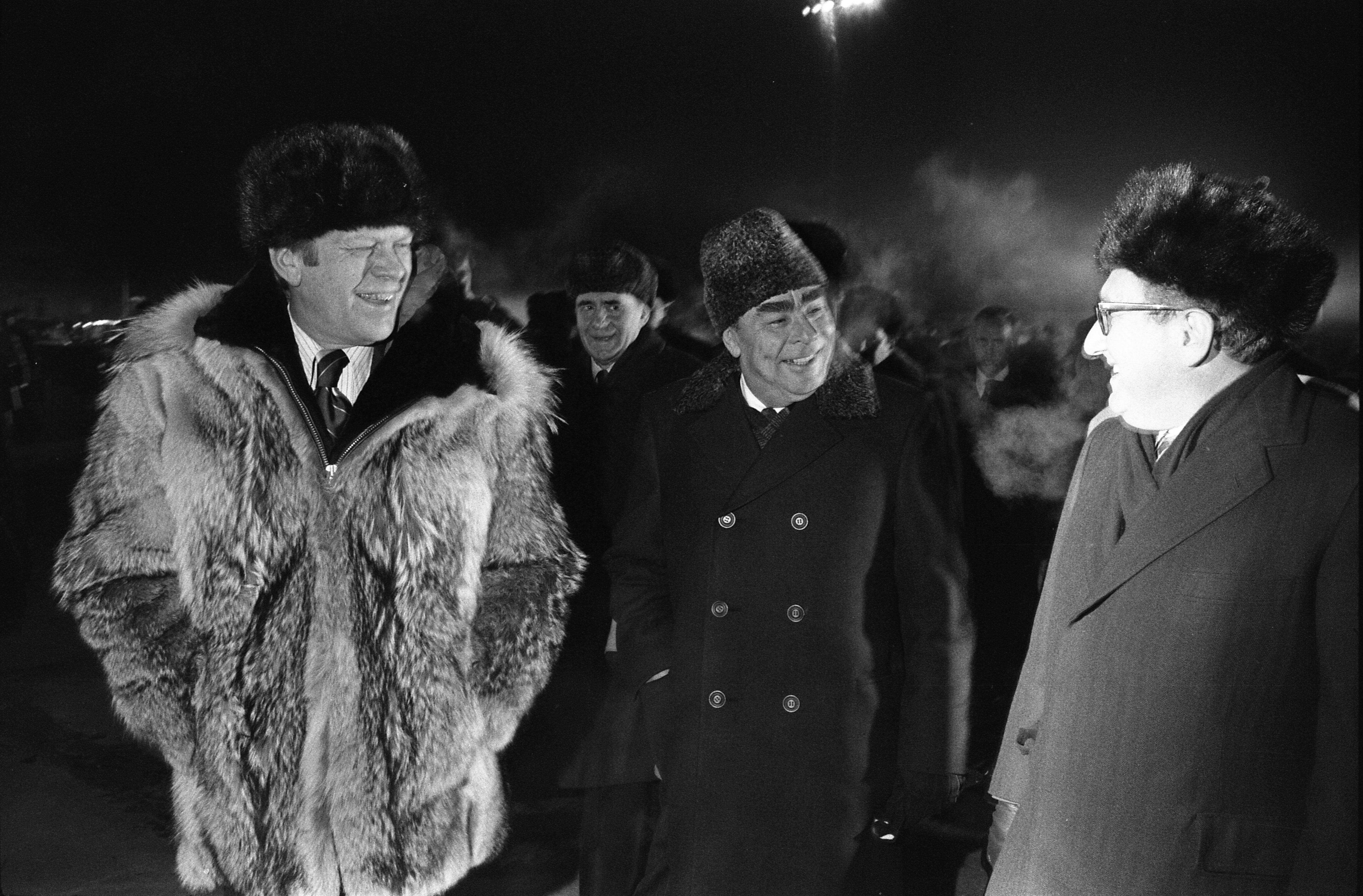
Les délégations sur le tarmac de la base aérienne de Vozdvijenka, quelques instants avant que Ford conclue officieusement le sommet en donnant son manteau en peau de loup à Brejnev.

La deuxième journée de négociations a commencé peu après 10 h 0 et s'est concentrée principalement sur les situations en cours au Moyen-Orient, les efforts visant à réduire la force des forces américaines et soviétiques en Europe et l'émigration juive d'Union soviétique,. Selon Kissinger, Gromyko a pris la tête du rôle soviétique dans les négociations menées par Brejnev la veille. Même si Ford a qualifié la teneur des discussions de franche, il a également admis qu’il n’y avait eu aucune avancée majeure. Selon Dobrynine, les pourparlers ont été « intenses et passionnés, mais véritablement pragmatiques et sans aucune des formalités protocolaires habituelles ». Selon Kissinger, la deuxième journée de négociations a montré à quel point le débat SALT était devenu « essentiellement théologique » : l'Union soviétique a tenté de limiter ses armes à un niveau qu'elle « ne pourrait probablement pas atteindre » en échange de limiter les Américains en dessous d'un certain nombre « pour lequel nous n'avions aucun plan ». Néanmoins, Ford était euphorique en raison des succès obtenus la veille et, selon lui, Brejnev « partageait mon enthousiasme ». Après avoir résolu quelques problèmes mineurs, les deux chefs d’État ont pu signer un accord SALT II.
Cet après-midi-là, une fois les négociations formelles conclues, Brejnev a invité la délégation américaine à une visite de Vladivostok. Ford a apprécié ce qu'il a décrit comme une conversation « naturelle et décomplexée » avec Brejnev pendant la tournée, et son seul regret était de ne pas avoir eu plus de temps pour voir et explorer la ville : pour lui, Vladivostok rappelait San Francisco. Kissinger a également constaté la ressemblance entre les deux villes, notant que Vladivostok « ne ressemblait guère aux métropoles grouillantes et hyperactives du Japon et de la Corée » qu'il avait vues avant d'arriver en Union soviétique.
Au cours de la tournée, Brejnev a saisi de manière inattendue la main de Ford et a commencé à parler de l'expérience soviétique pendant la Seconde Guerre mondiale, disant à Ford que « je ne veux plus infliger cela à mon peuple ». Ford a répondu que « je pense que nous avons fait des progrès très significatifs », ce à quoi Brejnev a répondu« il est de notre responsabilité, la vôtre et la mienne, au nom de nos pays, de parvenir à la finalisation du document ». Ford s'est montré optimiste quant à cette possibilité, faisant remarquer : « Nous avons fait tellement de progrès. C'est un grand pas en avant pour empêcher un holocauste nucléaire ». Brejnev a accepté, puis a caractérisé l'importance du sommet et du document qui en a résulté comme « une opportunité de protéger non seulement les peuples de nos deux pays mais, en réalité, toute l'humanité ».
Après la visite de Vladivostok, les délégations américaine et soviétique sont rentrées en train à la base aérienne de Vozdvijenka, où l'avion Air Force One attendait les Américains. Ford portait un manteau en peau de loup, offert par le fourreur d'Alaska et ami personnel Jack Kim, manteau qu'il avait porté tout au long du Sommet. Juste avant de monter dans l'avion, Ford a donné son manteau en peau de loup à Brejnev, qu'il a décrit comme « vraiment dépassé » par ce geste. Selon Dobrynine, Brejnev et Ford semblaient s'être séparés en amis. Après que les Américains aient dit au revoir, Air Force One a roulé jusqu'à la piste et a décollé pour son vol de retour de plusieurs heures vers les États-Unis.

## Conséquences

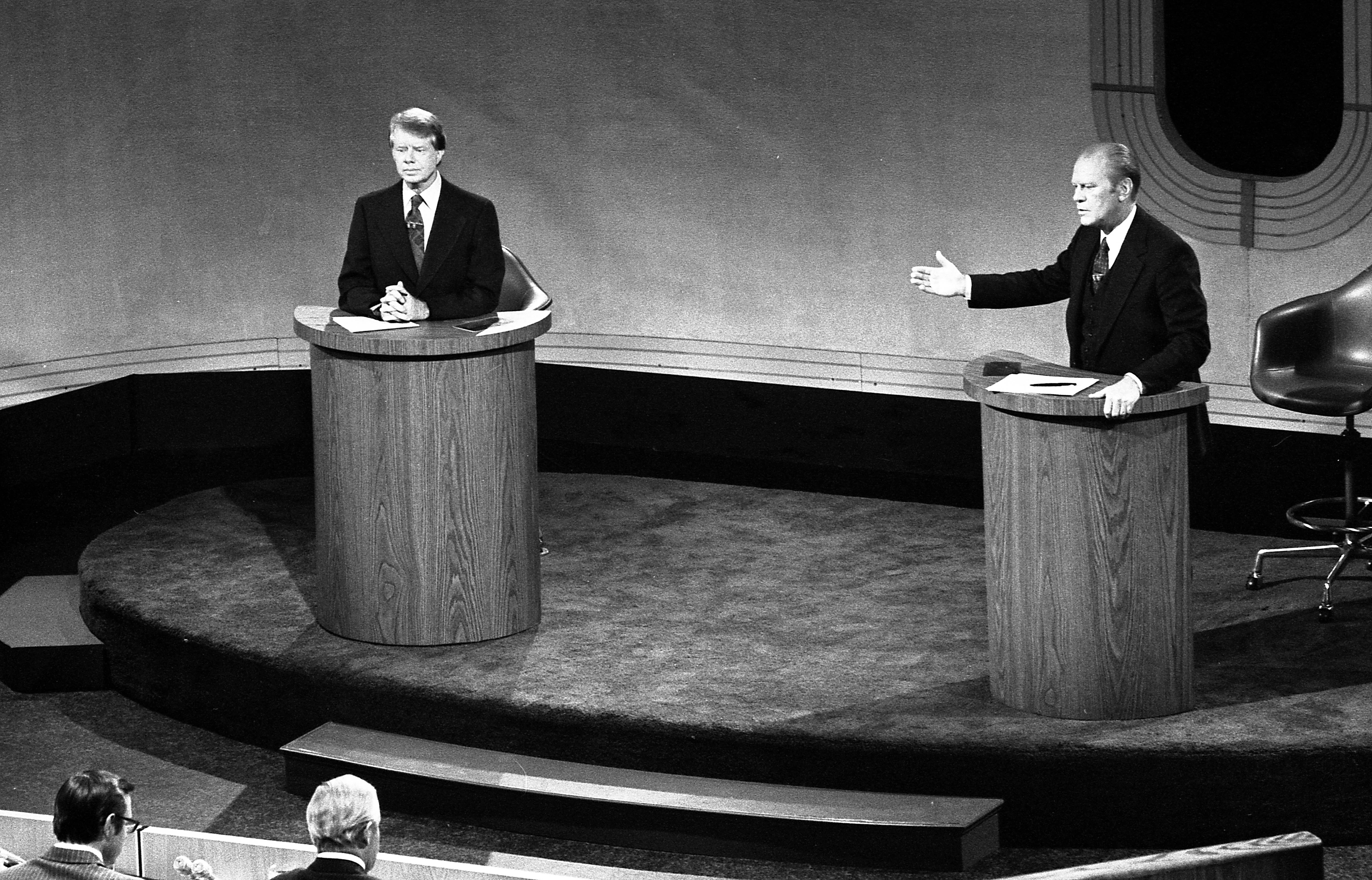
Jimmy Carter et Gerald Ford au Walnut Street Theatre de Philadelphie lors du premier de leurs trois débats présidentiels le 23 septembre 1976.

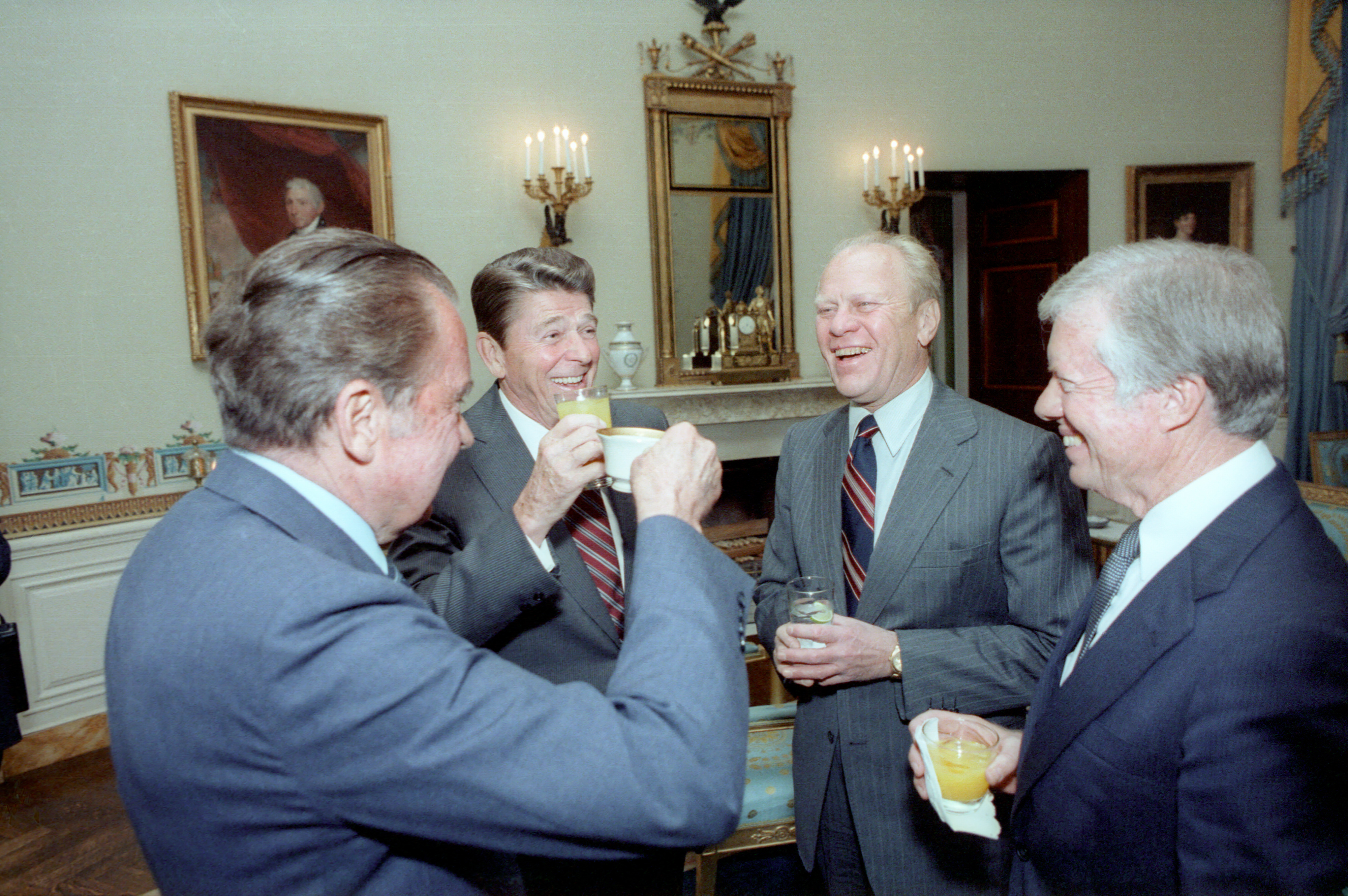
Les présidents Nixon, Reagan, Ford et Carter ensemble à la Maison Blanche en 1981

Selon Ford, le sommet de Vladivostok a été un succès : il l'a décrit comme « une fin appropriée à un voyage destiné à renforcer les liens avec de vieux amis et à élargir les domaines d'accord avec des potentiels adversaires » et une expérience qui « a dépassé mes attentes ». Kissinger a lui qualifié la délégation américaine d'« exubérante » après son départ de Vladivostok et, selon lui, ce sont « les Soviétiques qui ont fait presque toutes les concessions ». Dobrynine a estimé que « les deux parties étaient satisfaits des résultats de la réunion » et est même allé jusqu'à qualifier le sommet de Vladivostok de point culminant de la détente entre l'Union soviétique et les États-Unis, affirmant que « pour cela, Ford mérite du crédit tout comme Brejnev ».
Le 10 décembre 1974, Dobrynine et Kissinger « échangèrent des mémorandums confidentiels détaillant les limitations sur les armes stratégiques convenues à Vladivostok », qui entreraient en vigueur en octobre 1977 et resteraient en vigueur jusqu'en décembre 1985. Selon Dobrynine, le sommet « est devenu un point de départ important pour tous les pourparlers ultérieurs sur le désarmement nucléaire » et « a donné un sentiment de continuité au processus SALT ». Cependant, de retour aux États-Unis, Ford a fait l'objet d'intenses critiques de la part de la gauche comme de la droite : de nombreux hommes politiques l'ont accusé de céder à la pression soviétique, notamment Ronald Reagan. Selon Kissinger, l'administration Ford se heurtait à l'opposition de nombreuses personnes estimant qu'« un accord avec les Soviétiques était plus dangereux qu'une impasse, même après un sommet réussi ». Selon lui, les grands journaux américains tels que le New York Times et le Washington Post se sont montrés globalement critiques à l'égard du sommet. Kissinger a également noté le changement d'orientation de l'opposition à l'accord de Vladivostok, qui a d'abord mis l'accent sur les réductions, puis sur « l'égalité de poids ». Face à cette opposition, Kissinger a déploré que l'administration Ford « ait vu avec consternation l'accord de Vladivostok se dissoudre sous nos yeux ».
Au début de l'année électorale de 1976, Ford s'est retiré du processus SALT dans lequel il avait participé à Vladivostok en 1974, mais selon Dobrynine, ce n'était pas à cause de sa position sur la limitation des armements mais plutôt sa grâce à Richard Nixon qui lui a finalement coûté l'élection. Selon Dobrynine, « l'euphorie » de la détente qui avait marqué les années Nixon et Ford s'était « évanouie » et, après l'élection de Jimmy Carter à la présidence des États-Unis en 1976, la politique de détente entre l'Union soviétique et les États-Unis  « s'est érodée de manière constante». Selon Kissinger, au moment où Reagan devint président en 1981, la seule façon pour les Américains d'obtenir des réductions supplémentaires de la part des Soviétiques était de « menacer de renforcer nos forces stratégiques ». Dans l’ensemble, Kissinger pensait que le sommet de Vladivostok était une occasion ratée d’améliorer les relations entre l’Union soviétique et les États-Unis, et que son échec était la preuve que « l’ensemble du processus SALT pataugeait et pourrait même s’effondrer ».